# Detalle

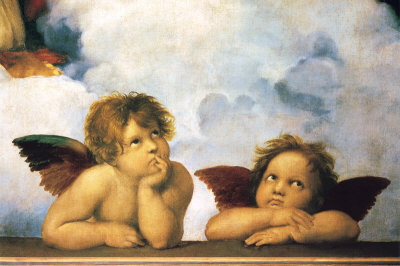
El famoso detalle de los ángeles de la Madonna Sixtina (Rafael, 1513-1514).

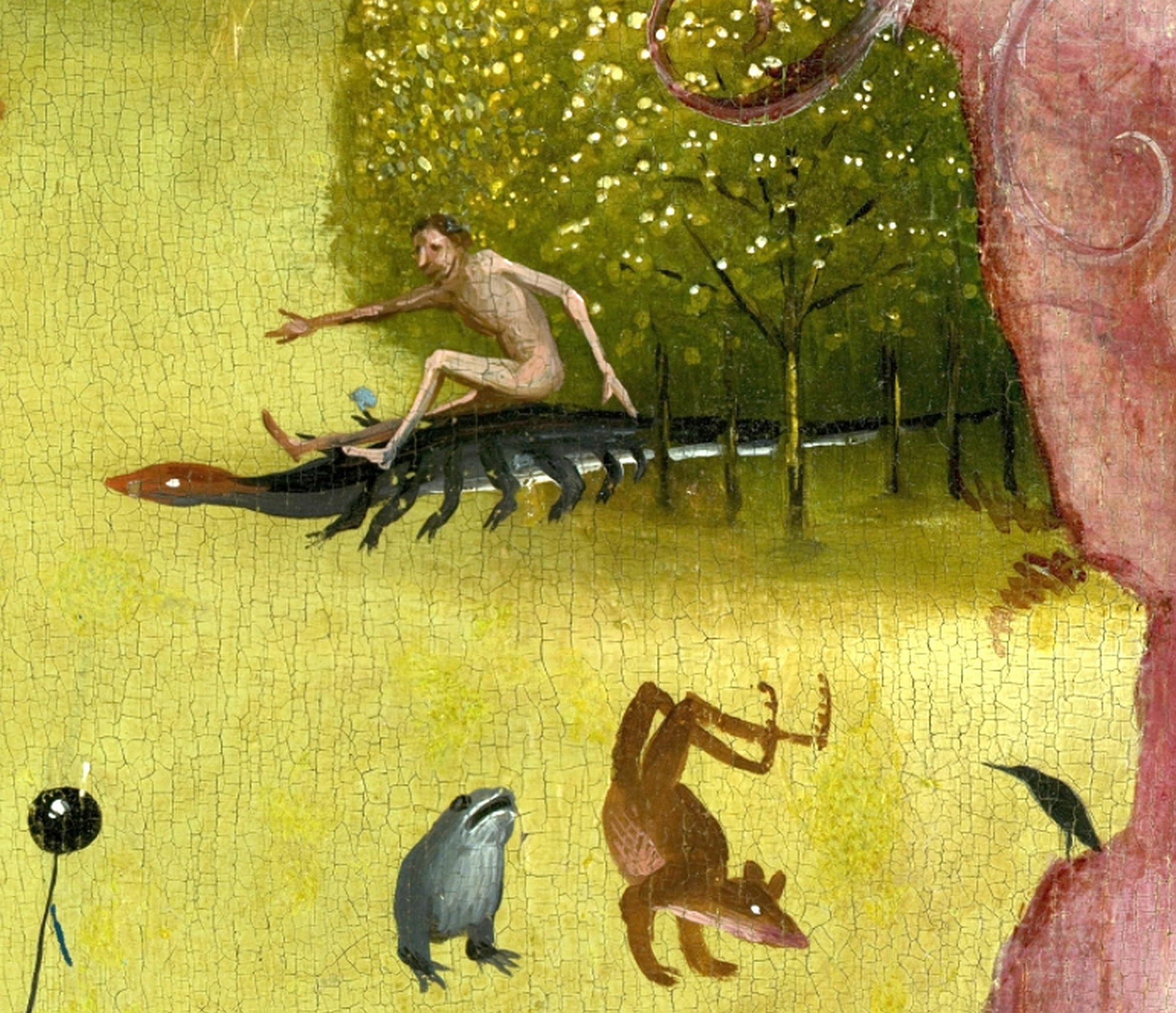
Algunas obras tienen como principal característica la abrumadora cantidad de detalles; destacadamente, El jardín de las delicias (El Bosco, ca. 1500), al que pertenecen estos. Para este autor, los detalles extravagantes se consideran "rúbrica de sus obras".

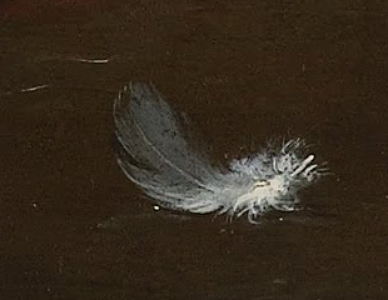
Otras han pasado a ser conocidas más por un detalle que por la obra en conjunto, como es el caso de La pluma que flota (Melchior d'Hondecoeter, ca. 1680), o "el arma de Turner".

Un detalle, referido a una obra de arte, es una reproducción (habitualmente una foto ampliada) de algún pormenor que interesa destacar por diversas razones (pedagógicas, decorativas, ilustrativas, etc.).
Algunos detalles han tenido una particular importancia en la historia cultural, como por ejemplo la sonrisa de La Gioconda.
La atención al detalle o minuciosidad en la representación de cada uno de los detalles (o pintura detallista), es también una particularidad que puede caracterizar a un estilo artístico, por oposición a la simplificación, el esquematismo o la ejecución aparentemente descuidada o apresurada ("desdibujado", boceto, non finito). Así, por ejemplo, en los primitivos flamencos (desde los hermanos Van Eyck, a comienzos del siglo XV, hasta El Bosco y Brueghel el Viejo, ya en el siglo XVI), permitida por nuevas técnicas (como el óleo o la cámara oscura) y el uso de pinceles muy finos (a veces, de un solo pelo); o en el preciosismo de mediados del siglo XIX.
La representación con mayor o menor detalle de una figura o un elemento del paisaje según se encuentre más o menos alejado puede obedecer a la perspectiva aérea, que produce sensación de profundidad.
El detalle puede definirse por su pequeño tamaño (en relación con las grandes líneas o masas que definen la composición) o por su cualidad de accesorio para el conjunto, siendo su presencia a veces ajena al tema central. Es característico del Manierismo y el Barroco que el pintor distraiga al espectador con detalles anecdóticos, que pueden incluso ocupar lugares preferentes o mayor superficie pictórica, relegando la escena más importante (en términos teológicos) a un "detalle" (en términos pictóricos) secundario.

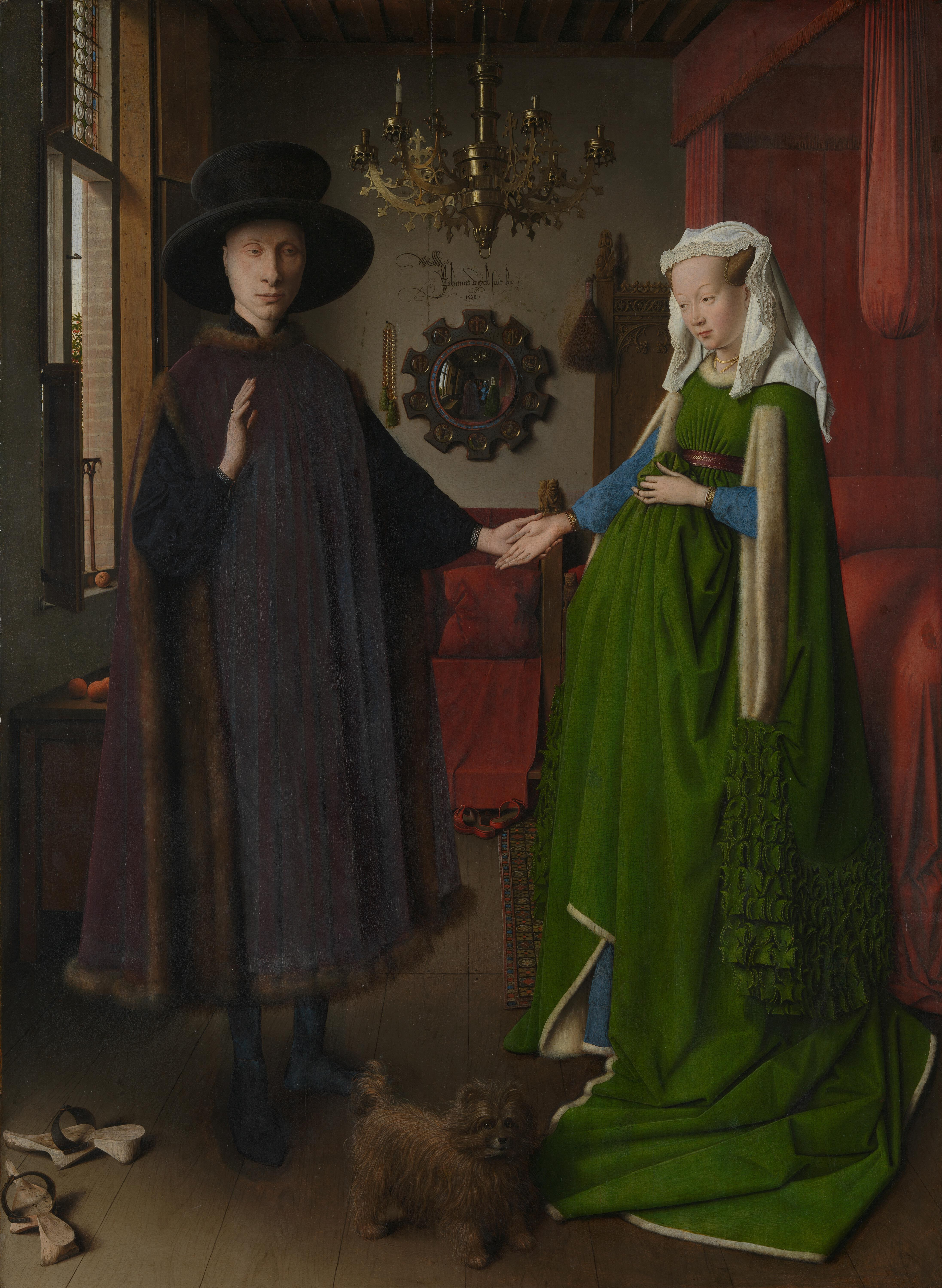
Matrimonio Arnolfini (Jan van Eyck, 1434).
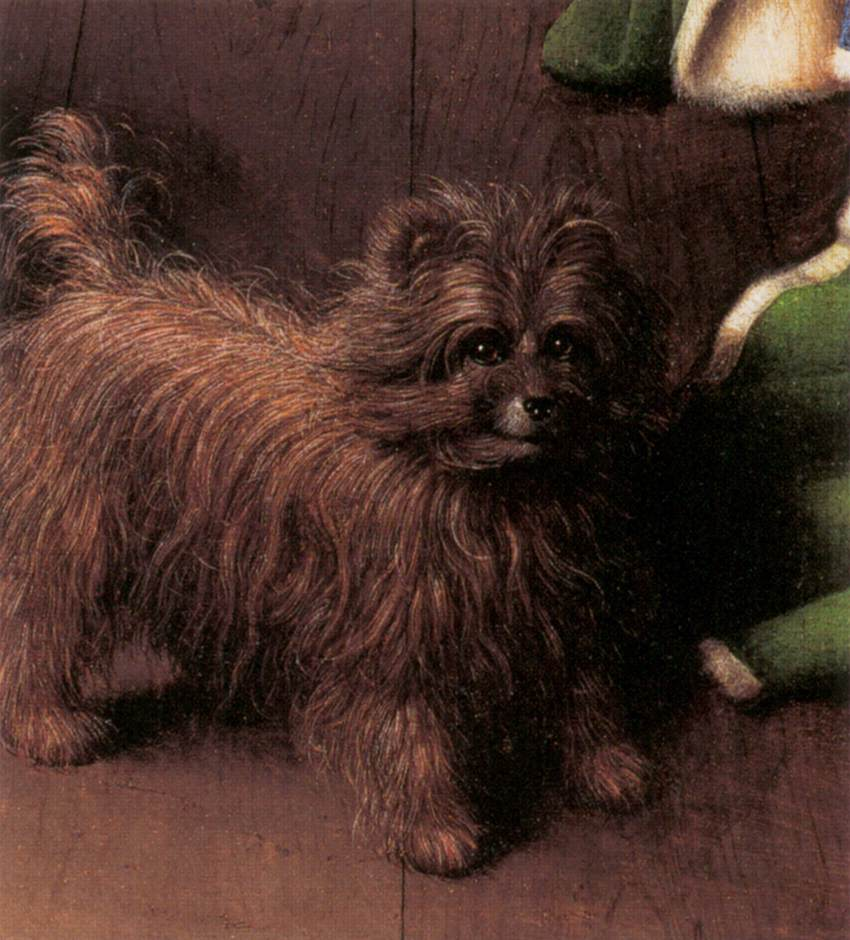
Detalle de la misma obra.
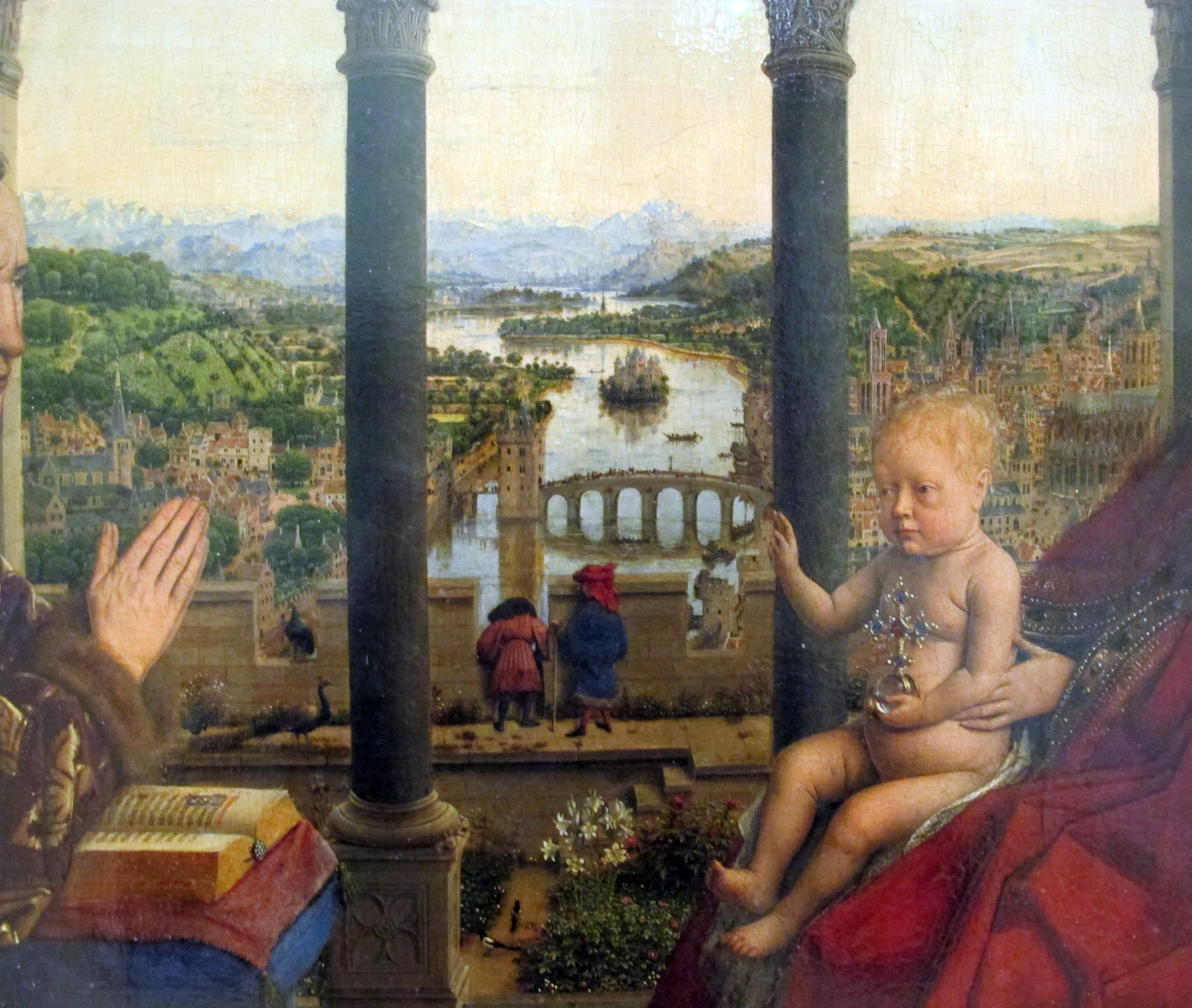
Detalle de la Virgen del canciller Rolin (mismo autor, 1435).
La noche estrellada (Vincent van Gogh, 1889).
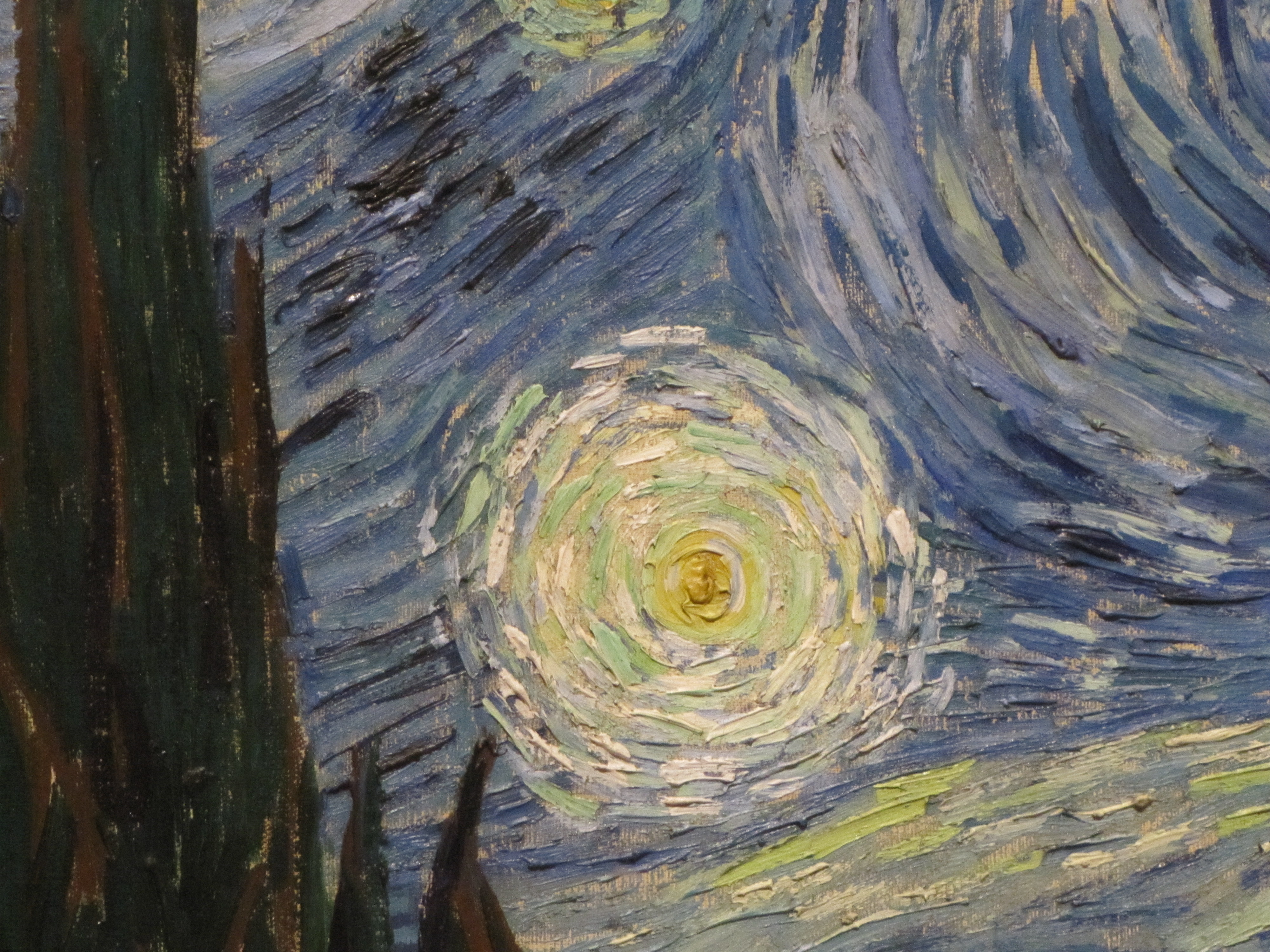
Detalle de la misma.